# Karl Tomann
Karl Tomann, auch Karl Toman (* 2. Jänner 1884 in Wien; † 5. Februar 1950 in der Sowjetunion), war ein österreichischer Politiker der Kommunistischen Partei Österreichs (KPÖ). Er führte in den 1920er-Jahren mit Franz Koritschoner die „rechte“ Fraktion der KPÖ an.

## Leben
Der aus einer Arbeiterfamilie stammende Tomann wirkte vor 1914 in Österreich als Sekretär der Goldschmiedegewerkschaft. Als Kriegsgefangener in Russland schloss er sich den Bolschewiki an und wurde 1918 Vorsitzender des „Allrussischen Kongresses der internationalistischen Kriegsgefangenen“. Er war auch Redakteur der Moskauer deutschsprachigen Zeitung „Weltrevolution“. Im Dezember 1918 kehrte Tomann nach Österreich zurück und war 1919 Mitglied des Parteivorstandes der Kommunistischen Partei Deutsch-Österreichs (KPDÖ). Tomann unterzeichnete die in der Zeitung „Kommunistische Internationale“ veröffentlichte Entschließung der KP Deutsch-Österreichs vom 27. August 1919 über den Eintritt in die Kommunistische Internationale (Komintern). Er gab zudem gemeinsam mit Koritschoner von Jänner bis Juli 1919 das KPDÖ-Zentralorgan Die soziale Revolution sowie von 1919 bis 1924 den Nachfolger Die Rote Fahne heraus, ab dem 21. Oktober 1919 als alleiniger Herausgeber. 1932 wurde er nach Flügelkämpfen aus der KPDÖ ausgeschlossen.
Von 1932 bis 1934 war er Mitglied der Sozialdemokratischen Arbeiterpartei Deutschösterreichs (SDAP) in Österreich. Am 11. Dezember 1938 beantragte er die Aufnahme in die NSDAP und wurde zum 1. Januar 1941 aufgenommen (Mitgliedsnummer 9.239.255), 1940 wurde er SA-Mitglied. Im April 1938 wurde Tomann Beisitzer der Gemeindeverwaltung von Eichgraben. 1945 nach Kriegsende wurde Tomann von den sowjetischen Besatzungsbehörden verhaftet und starb 1950 im Gulag.

## Schriften
- Ist Deutsch-Österreich reif für die Räterepublik? Reden von Karl Tomann und Elfriede Friedländer auf der 2. Reichskonferenz der Arbeiterräte Deutsch-Österreichs am 30. Juni 1919. Verlag der Kommunistischen Partei Deutsch-Österreichs, Wien 1919.